# SIAI S.8
Il SIAI S.8 era un idrovolante biplano da ricognizione e per attacco ai sommergibili prodotto dall'azienda italiana Società Idrovolanti Alta Italia (SIAI) negli anni dieci del XX secolo.

## Storia del progetto
Progettato dall'ingegner Raffaele Conflenti, Il SIAI S.8 venne costruito in oltre duecento esemplari ed utilizzato dal Servizio Aeronautico della Marina alla fine della prima guerra mondiale.
Caratterizzato dalla propulsione ad elica spingente e 2 persone di equipaggio, era armato con una mitragliatrice calibro 7,7 mm e bombe da caduta leggere. Risultò di buona efficacia e diede seguito al modello SIAI S.9 non prodotto in Italia per la fine della guerra, ma in Francia su licenza dalla Chantiers Aéro-Maritimes de la Seine (CAMS).

## Tecnica ed impiego operativo

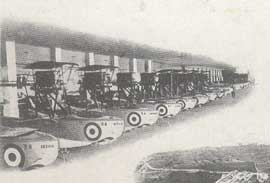
Una fila di SIAI S.8.

Caratterizzato da un aspetto che poi diventerà tradizionale per la sua epoca, l'S.8 conservava l'aspetto generale del Lohner L austro-ungarico catturato dopo un ammaraggio forzato alle bocche del Po e che fece da modello al Macchi L.1.
Presentava uno scafo centrale realizzato in legno, dotato di un abitacolo aperto a due posti affiancati per il pilota ed il copilota osservatore. Posteriormente terminava in una coda collegata alla parte finale dello scafo tramite una struttura tubolare e caratterizzata da un impennaggio cruciforme, monoderiva e dai piani orizzontali controventati.
La configurazione alare era biplana, con ala superiore ed inferiore delle stesse dimensioni, la prima posizionata alta a parasole e la seconda montata alta sullo scafo, collegate, tra loro da una doppia coppia di montanti tubolari per lato integrati da tiranti in cavetto d'acciaio. La prima era collegata allo scafo centrale tramite un'incastellatura dove era anche collocato il motore e la seconda era dotata di due galleggianti equilibratori applicati sulla parte inferiore del profilo tramite una struttura tubolare.
La propulsione era affidata ad un motore Isotta Fraschini V.4B, un 6 cilindri in linea raffreddato a liquido in grado di erogare una potenza pari a 160 CV (118 kW), collocato in configurazione spingente ed abbinato ad un'elica bipala in legno a passo fisso. In alternativa era utilizzato anche un Colombo F-150 da 120 CV (88 kW).
La 266ª Squadriglia ne riceve 3 dall'agosto 1918 ed al 4 novembre ne ha 8.
La 272ª Squadriglia ne riceve 4 nell'estate 1918.
La 271ª Squadriglia li riceve nel settembre 1918 ed alla fine della guerra ne ha 4.
La 279ª Squadriglia ne riceve 2 nel settembre 1918.
La 269ª Squadriglia nell'ottobre 1918 ne ha 3 per la Scuola Complementare Mitraglieri.
La 276ª Squadriglia ne riceve 2 alla fine di ottobre 1918.
La 285ª Squadriglia ne aveva 5 alla fine della guerra.

## Utilizzatori
Italia
- Regia Marina
- Regio Esercito